# Федорівська сільська рада (Каховський район)
Федорівська сільська рада (до 2018 року — Розо-Люксембургська) — адміністративно-територіальна одиниця та орган місцевого самоврядування в Каховському районі Херсонської області. Адміністративний центр — селище Федорівка.

## Загальні відомості
Розо-Люксембургська сільська рада утворена в 1934 році.
- Територія ради: 566,3 км²
- Населення ради: 1 244 особи (станом на 2001 рік)

## Населені пункти
Сільській раді підпорядковані населені пункти:
- с-ще Федорівка
- с-ще Слиненка
- с-ще Сокирки

## Склад ради
Рада складається з 15 депутатів та голови.
- Голова ради:

### Керівний склад попередніх скликань
| Прізвище, ім'я, по батькові | Основні відомості                      | Дата обрання | Дата звільнення |
| --------------------------- | -------------------------------------- | ------------ | --------------- |
| Побиванець Тамара Іванівна  | Сільський голова, 1953 року народження | 26.03.2006   | 31.10.2010      |

Примітка: таблиця складена за даними сайту Верховної Ради України

### Депутати
За результатами місцевих виборів 2010 року депутатами ради стали:

#### За суб'єктами висування
| Суб'єкт висування                                       | Кількість обраних депутатів | %    |
| ------------------------------------------------------- | --------------------------- | ---- |
| Партія регіонів                                         | 6                           | 40   |
| Самовисування                                           | 4                           | 26,7 |
| Аграрна партія України                                  | 3                           | 20   |
| Комуністична партія України                             | 1                           | 6,7  |
| Політична партія Всеукраїнське об'єднання «Батьківщина» | 1                           | 6,7  |

#### За округами
| № округу                                                | Прізвище, ім'я, по батькові        | Дата визнання обраним | Освіта  | Партійна приналежність                        | Відомості про обраного депутата                                              |
| ------------------------------------------------------- | ---------------------------------- | --------------------- | ------- | --------------------------------------------- | ---------------------------------------------------------------------------- |
| Аграрна партія України                                  |                                    |                       |         |                                               |                                                                              |
| 1                                                       | Тищенко Леонтій Васильович         | 05.11.2010            | вища    | член Аграрної партії України                  | приватний підприємець                                                        |
| 7                                                       | Ребриш Ніна Андріївна              | 05.11.2010            | середня | член Аграрної партії України                  | Відділення зв'язку, завідувачка                                              |
| 13                                                      | Костецька Галина Данилівна         | 05.11.2010            | середня | член Аграрної партії України                  | Федорівська амбулаторія, завідувачка                                         |
| Комуністична партія України                             |                                    |                       |         |                                               |                                                                              |
| 3                                                       | Михайлова Алла Олександрівна       | 05.11.2010            | вища    | член Комуністичної партії України             | Федорівська загальноосвітня школа I-III ст., вчитель                         |
| Партія регіонів                                         |                                    |                       |         |                                               |                                                                              |
| 4                                                       | Лещук Віктор Миколайович           | 05.11.2010            | середня | член Партії регіонів                          | Управління головного Каховського магістрального каналу, машиніст             |
| 5                                                       | Лось Сергій Валентинович           | 05.11.2010            | середня | член Партії регіонів                          | тимчасово не працює                                                          |
| 9                                                       | Гаманенко Олена Володимирівна      | 05.11.2010            | середня | член Партії регіонів                          | Розо- Люксембурзька сільська рада, землевпорядник                            |
| 10                                                      | Мороз Любов Володимирівна          | 05.11.2010            | середня | член Партії регіонів                          | Розо- Люксембурзька сільська рада, інспектор з соціального захисту населення |
| 11                                                      | Рознятовська Людмила Володимирівна | 05.11.2010            | вища    | позапартійна                                  | Федорівська загальноосвітня школа I-III ст., психолог                        |
| 12                                                      | Рилько Юрій Олександрович          | 05.11.2010            | середня | член Партії регіонів                          | Федорівська амбулаторія, фельдшер                                            |
| Політична партія Всеукраїнське об'єднання «Батьківщина» |                                    |                       |         |                                               |                                                                              |
| 6                                                       | Пшик Олена Петрівна                | 05.11.2010            | середня | член Всеукраїнського об'єднання «Батьківщина» | тимчасово не працює                                                          |
| Самовисування                                           |                                    |                       |         |                                               |                                                                              |
| 2                                                       | Волович Оксана В'ячеславівна       | 05.11.2010            | вища    | позапартійна                                  | Федорівська загальноосвітня школа I-III ст., директор                        |
| 8                                                       | Сащенко Тетяна Іванівна            | 05.11.2010            | середня | позапартійна                                  | тимчасово не працює                                                          |
| 14                                                      | Сігова Світлана Вікторівна         | 05.11.2010            | середня | позапартійна                                  | тимчасово не працює                                                          |
| 15                                                      | Пшик Володимир Григорович          | 05.11.2010            | середня | позапартійний                                 | пенсіонер                                                                    |